# Rogan josh
El rogan josh és un curri aromàtic elaborat en l'Índia. És un plat que conté carn de corder i té un origen persa o del Caixmir.
La paraula rogan significa mantega clarificada (ghee) en persa i urdú, mentre que la paraula josh (pronunciat iuix) significa "calent" o "estofat", per la qual cosa rogan josh significa carn estofada en mantega clarificada.
Etimologies alternatives farien veure que roghan significa vermell en urdú i caixmiri, i que gošt vol dir carn, per la qual cosa el nom del plat podria ser carn vermella. Tant les expressions rogan josh com rogan ghosht són utilitzades, la qual cosa fa impossible saber quin dels dos orígens és el vertader.

## Història

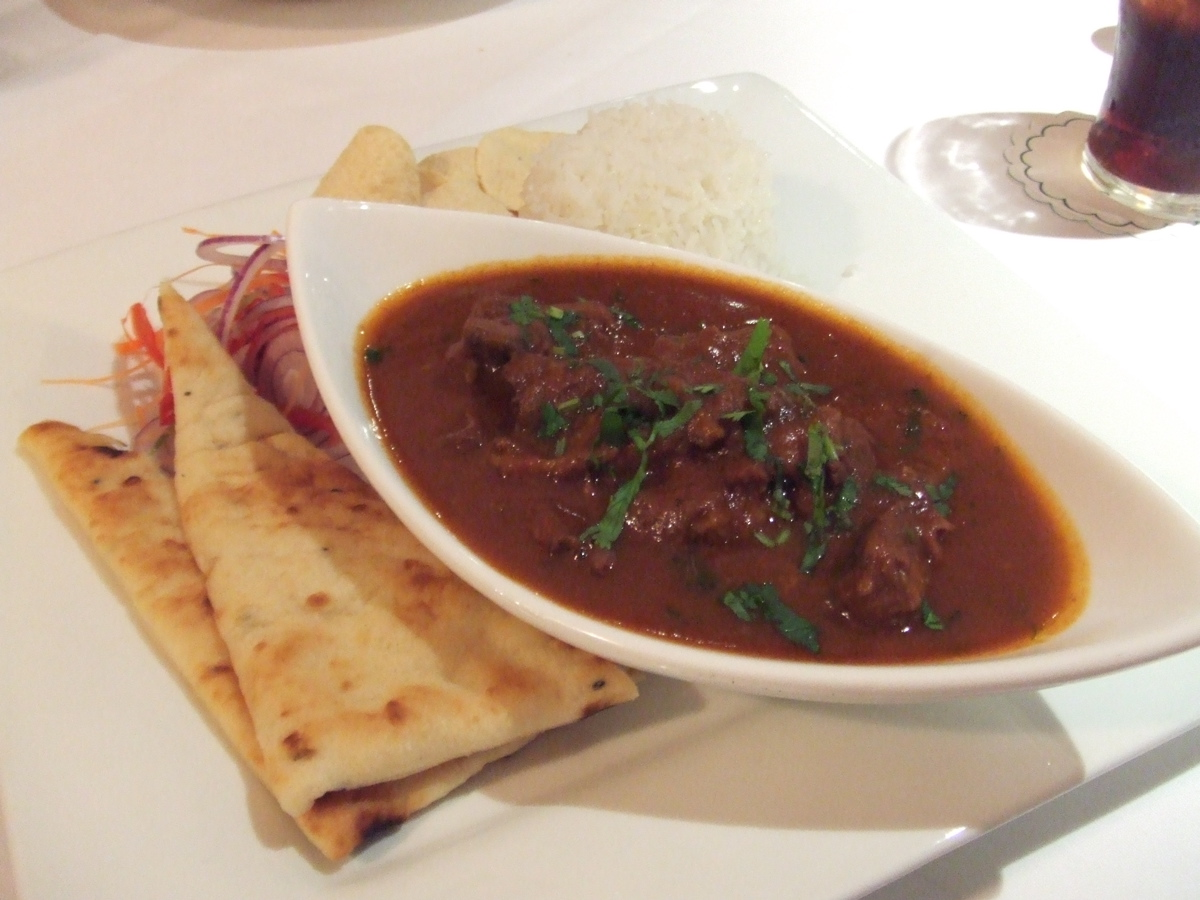
Rogan josh servit en una salsera.

Se sap per les recerques realitzades que el Rogan josh va ser portat a l'Índia pels avanços de l'Imperi Mongol al segle xiii. La implacable calor de les planes de l'Índia va fer que els mongols ocuparen Caixmir amb freqüència, i per això el plat va sorgir per aquella zona. Una bona prova d'això és la típica absència de ceba i all en les versions del curri a la regió de Caixmir així com en els brahmans, els que no dubten a menjar carn, que no obstant això es van mostrar poc inclinats a utilitzar aquestes dues espècies en la cuina.

## Característiques
Els ingredients i les composicions de les receptes varien molt al llarg de l'Índia, i depèn de la localització i de la tradició del cuiner. Totes les receptes inclouen carn de corder picada, cebes, oli o ghee (mantega clarificada) i una mescla d'espècies que pot incloure pimentó roig, anís, claus, comí, canyella i d'altres. Moltes variacions tenen gingebre, all i iogurt, així com alguna tomaca, encara que alguns xefs asseguren que no és correcte fer-ho.
Es cuina mitjançant la tècnica del dampokhtak. Deu el seu color vermellós a l'ús de les arrels d'Alkanna tinctoria (ratan jot).
Al Caixmir és un dels plats que forma part del Wazwan, i és també un dels plats més representatius de la gastronomia del territori.